# سیارک ۹۴۹۰
سیارک ۹۴۹۰ (به انگلیسی: 9490 Gosemeijer، نامگذاری:1181T-1) نه هزار و چهارصد و نودمین سیارک کشف شده‌است که در ۲۵ مارس ۱۹۷۱ کشف شد.
قدر مطلق سیارک برابر ۱۳٫۱۰ است.